# Rochinia tanneri
Rochinia tanneri är en kräftdjursart som först beskrevs av Sidney Irving Smith 1883.  Rochinia tanneri ingår i släktet Rochinia och familjen Pisidae. Inga underarter finns listade i Catalogue of Life.